# Persea pedunculosa
Persea pedunculosa är en lagerväxtart som beskrevs av Carl Daniel Friedrich Meisner. Persea pedunculosa ingår i släktet avokador, och familjen lagerväxter. Inga underarter finns listade i Catalogue of Life.